# Musa Ibrahim
Mūsā (o Moussa) Ibrāhīm, in arabo موسى ﺍﺑﺮﺍﻫﻴﻢ‎? (Sirte, 7 dicembre 1974), è un politico libico originario della tribù libica dei Qadhadhfa. È principalmente noto per essere stato nominato Ministro dell'Informazione nel marzo 2011 da Muʿammar Gheddafi. Durante la guerra civile libica ha assunto il ruolo di portavoce delle forze pro-Gheddafi.

## Biografia
Per quindici anni ha soggiornato a Exeter, nel Regno Unito, dove ha anche frequentato i 9 corsi di scienze politiche della locale università negli anni duemila. Ha poi frequentato un corso di laurea in scienza delle comunicazioni nella Royal Holloway di Londra.
Musa è sposato con una donna tedesca da cui ha avuto un figlio.
Nominato portavoce del governo libico, diventa assai noto a livello internazionale al momento dello scoppio della guerra civile libica del 2011, nel corso della quale egli assicura le comunicazioni del regime di Muʿammar Gheddafi con il resto del mondo e con l'opinione pubblica interna. Nel mese di marzo del 2011, nega qualsiasi esecuzione da parte delle autorità della Jamāhīriyya e assicura che i rivoltosi sono manipolati da al-Qa'ida.
Il 29 settembre, un mese dopo la caduta di Tripoli, viene annunciata la sua cattura, poi smentita due giorni più tardi, secondo una logica informativa di scarsissima affidabilità, se non di vera e propria disinformazione, che ha caratterizzato entrambi i contendenti nel corso del conflitto..
Il 20 ottobre, giorno della morte del raʾīs libico, viene di nuovo annunciata la cattura di Musa Ibrahim, e se ne indica il luogo nelle vicinanze di Sirte (luogo natale del colonnello), attribuendone il merito a un comandante militare non meglio identificato del CNT; tuttavia, anche questo annuncio si è rivelato falso. Attualmente, la locazione di Musa Ibrahim è ignota.